# XL Galan
Le XL Galan est une compétition internationale en salle d'athlétisme se déroulant tous les ans à l'Ericsson Globe de Stockholm, en Suède. L'épreuve fait partie en 2016 de l'édition inaugurale du World Indoor Tour, après avoir fait partie 
précédemment des cinq étapes du World Indoor Meetings, circuit de meetings internationaux régi par l'IAAF. Le meeting est disputé pour la première fois en 1990.

## Records du monde
| Année | Épreuve          | Record         | Athlète             | Nationalité |
| ----- | ---------------- | -------------- | ------------------- | ----------- |
| 2016  | 500 m            | 59 s 83 (MPM)  | Abdelalelah Haroun  | Qatar       |
| 2016  | 1 000 m          | 2 min 14 s 20  | Ayanleh Souleiman   | Djibouti    |
| 2016  | Mile             | 4 min 13 s 31  | Genzebe Dibaba      | Éthiopie    |
| 2015  | 5 000 m          | 14 min 18 s 86 | Genzebe Dibaba      | Éthiopie    |
| 2014  | 3 000 m          | 8 min 16 s 60  | Genzebe Dibaba      | Éthiopie    |
| 2012  | Saut à la perche | 5,01 m         | Yelena Isinbayeva   | Russie      |
| 2009  | 5000 m           | 14 min 24 s 37 | Meseret Defar       | Éthiopie    |
| 2002  | Saut à la perche | 4,72 m         | Svetlana Feofanova  | Russie      |
| 1999  | Saut à la perche | 4,56 m         | Nicole Humbert      | Allemagne   |
| 1999  | 1 000 m          | 2 min 30 s 94  | Maria Mutola        | Mozambique  |
| 1998  | 5000 m           | 12 min 51 s 48 | Daniel Komen        | Kenya       |
| 1997  | 5 000 m          | 12 min 59 s 04 | Haile Gebreselassie | Éthiopie    |
| 1996  | 1 000 m          | 2 min 31 s 23  | Maria Mutola        | Mozambique  |

## Records du Meeting
Les records incluent les Championnats d'Europe d'athlétisme en salle 1996.

### Hommes
| Épreuve          | Record         | Athlète            | Nationalité | Date            | Réf.  |
| ---------------- | -------------- | ------------------ | ----------- | --------------- | ----- |
| 60 m             | 6 s 51         | Bruny Surin        | Canada      | 20 février 1997 |       |
| 200 m            | 20 s 60        | Jeff Williams      | États-Unis  | 25 février 1996 |       |
| 400 m            | 45 s 39        | Abdelalelah Haroun | Qatar       | 19 février 2015 | [ 1 ] |
| 500 m            | 59 s 83 (WB)   | Abdelalelah Haroun | Qatar       | 17 février 2016 | [ 2 ] |
| 800 m            | 1 min 44 s 34  | Yuriy Borzakovskiy | Russie      | 18 février 2003 |       |
| 1000 m           | 2 min 14 s 20  | Ayanleh Souleiman  | Djibouti    | 17 février 2016 | [ 2 ] |
| 1500 m           | 3 min 33 s 39  | Laban Rotich       | Kenya       | 25 février 1999 |       |
| Mile             | 3 min 52 s 18  | Rui Silva          | Portugal    | 15 février 2001 |       |
| 3000 m           | 7 min 30 s 16  | Galen Rupp         | États-Unis  | 21 février 2013 |       |
| 5000 m           | 12 min 51 s 48 | Daniel Komen       | Kenya       | 19 février 1998 |       |
| 60 m haies       | 7 s 42         | Colin Jackson      | Royaume-Uni | 8 mars 1994     |       |
| Saut en hauteur  | 2,38 m         | Yaroslav Rybakov   | Russie      | 15 février 2005 |       |
| Saut à la perche | 5,92 m         | Maxim Tarasov      | Russie      | 19 février 1998 |       |
| Saut à la perche | 5,92 m         | Igor Potapovich    | Kazakhstan  | 19 février 1998 |       |
| Saut en longueur | 8,49 m         | Carl Lewis         | États-Unis  | 5 février 1992  |       |
| Triple saut      | 17,64 m        | Christian Olsson   | Suède       | 12 février 2004 |       |
| Lancer du poids  | 21,33 m        | Tim Nedow          | Canada      | 17 février 2016 |       |
| Heptathlon       | 6 188 pts      | Erki Nool          | Estonie     | 10 mars 1996    |       |

### Femmes
| Épreuve          | Record         | Athlète           | Nationalité       | Date            | Réf.   |
| ---------------- | -------------- | ----------------- | ----------------- | --------------- | ------ |
| 60 m             | 7 s 03         | Gail Devers       | États-Unis        | 25 février 1999 |        |
| 200 m            | 23 s 37        | Michelle-Lee Ahye | Trinité-et-Tobago | 19 février 2015 | [ 3 ]  |
| 400 m            | 50 s 94        | Grit Breuer       | Allemagne         | 19 février 1998 |        |
| 800 m            | 1 min 57 s 67  | Stephanie Graf    | Autriche          | 15 février 2001 |        |
| 1000 m           | 2 min 30 s 94  | Maria Mutola      | Mozambique        | 25 février 1999 | [ 4 ]  |
| 1500 m           | 3 min 57 s 91  | Abeba Aregawi     | Suède             | 6 février 2014  | [ 5 ]  |
| Mile             | 4 min 13 s 31  | Genzebe Dibaba    | Éthiopie          | 17 février 2016 | [ 6 ]  |
| 3000 m           | 8 min 16 s 60  | Genzebe Dibaba    | Éthiopie          | 6 février 2014  | [ 7 ]  |
| 5000 m           | 14 min 18 s 86 | Genzebe Dibaba    | Éthiopie          | 19 février 2015 | [ 8 ]  |
| 60 m haies       | 7 s 74         | Susanna Kallur    | Suède             | 21 février 2008 | [ 9 ]  |
| Saut en hauteur  | 2,03 m         | Kajsa Bergqvist   | Suède             | 18 février 2003 |        |
| Saut à la perche | 5,01 m         | Yelena Isinbayeva | Russie            | 23 février 2012 | [ 10 ] |
| Saut en longueur | 6,99 m         | Christabel Nettey | Canada            | 19 février 2015 | [ 11 ] |
| Triple saut      | 14,79 m        | Olha Saladukha    | Ukraine           | 23 février 2012 |        |
| Lancer du poids  | 19,79 m        | Astrid Kumbernuss | Allemagne         | 9 mars 1996     |        |
| Pentathlon       | 4 685 pts      | Yelena Lebedenko  | Russie            | 9 mars 1996     |        |